# Université de Đà Nẵng
L'université de Đà Nẵng (en vietnamien : Đại học Đà Nẵng) est la plus grande université à Đà Nẵng, au centre du Viêt Nam. Elle a été fondée le 4 avril 1994. C'est une université régionale préparant à diverses professions.

## Organisation
Depuis 2007 l'université de Đà Nẵng comprend les six composantes suivantes :
- Université d'économie : administration économique, banque, finance, commerce, tourisme.
- Université de technologie : construction civile, ponts et chaussées, pétrochimie, chimie polymère, électronique, télécommunication, mécanique, ordinateur, thermo-mécanique, automatique…
- Université de langues étrangères : anglais, français, chinois, russe, japonais.
- Université d'éducation : physique, mathématiques, chimie, lettres, histoire, géographie.
- Faculté de technologie
- Faculté des technologies de l'information.